# Jon Sobrino
Jon Sobrino (ur. 27 grudnia 1938 w Barcelonie) – hiszpański jezuita, teolog i jeden z czołowych przedstawicieli teologii wyzwolenia. Od 1957 związany z Salwadorem, gdzie przez ponad pół wieku prowadził działalność naukową i duszpasterską. Wieloletni profesor filozofii i teologii na Uniwersytecie Środkowoamerykańskim „José Simeón Cañas” (UCA) w San Salvadorze.

## Życiorys
Urodził się w Barcelonie w baskijskiej rodzinie. W 1956 wstąpił do nowicjatu baskijskiej prowincji Towarzystwa Jezusowego, a już rok później został przeniesiony do prowincji środkowoamerykańskiej. Studiował m.in. w Hiszpanii, Niemczech i Stanach Zjednoczonych. W 1965 uzyskał tytuł magistra inżynierii mechanicznej na Saint Louis University w Saint Louis. W 1975 obronił doktorat z teologii na Philosophisch-Theologische Hochschule Sankt Georgen we Frankfurcie nad Menem.
Do Salwadoru przybył w 1974 i rozpoczął pracę jako wykładowca teologii na Uniwersytecie Środkowoamerykańskim (UCA), który współtworzył. W wywiadzie z 2013 wspominał, że nie znał wcześniej pojęcia „teologii wyzwolenia” – zetknął się z nim dopiero po przyjeździe do Ameryki Łacińskiej. Szczególne znaczenie miały dla niego pisma Gustavo Gutiérreza, Leonardo Boffa, Juana Luisa Segundo, Porfiria Mirandy i Ignacio Ellacuríi.
W nocy z 15 na 16 listopada 1989, podczas wojny domowej w Salwadorze, salwadorscy żołnierze wtargnęli do kampusu UCA i zamordowali sześciu jezuitów (w tym Ignacio Ellacuríe), gospodynię i jej 15-letnią córkę. Sobrino ocalał, ponieważ w tym czasie przebywał na konferencji w Tajlandii.

## Myśl teologiczna
Jon Sobrino należy do grona najważniejszych myślicieli teologii wyzwolenia. Jego twórczość koncentruje się na osobie Jezusa Chrystusa jako wybawiciela i towarzysza ludzi ubogich, cierpiących i wykluczonych. Podkreśla, że Kościół nie powinien odwracać się od ofiar i „ukrzyżowanych narodów”, lecz solidaryzować się z nimi w duchu miłosierdzia i nadziei.
Sobrino pisał:

Jeśli chrystologia pobudza ubogich tego świata – ofiary straszliwych grzechów, w tym popełnianych przez tak zwanych wierzących – do zachowania wiary w Boga i w Jego Chrystusa oraz do zachowania godności i nadziei, to taka chrystologia może mieć swoje ograniczenia, ale nie uważam jej za niebezpieczną w świecie ubogich. Może być jednak postrzegana – i była postrzegana – jako niebezpieczna w innych światach.

W 2007 Dykasteria Nauki Wiary wydała notyfikację krytykującą niektóre jego poglądy chrystologiczne, zarzucając mu m.in. nadmierne skupienie się na ludzkiej naturze Jezusa. Dokument ten spotkał się z protestami wielu środowisk teologicznych, które uznały działania Watykanu za nieuzasadnione i sprzeczne z duchem soborowej odnowy.

## Wybrane publikacje
Jon Sobrino jest autorem licznych książek, z których wiele uznaje się dziś za klasyczne dzieła teologii wyzwolenia. Do najważniejszych należą:
- Cristología desde América Latina (1976)
- La Resurrección de la verdadera Iglesia (1981)
- El Espíritu de la liberación (1985)
- Romero (1990)
- Jesucristo liberador: Lectura histórico-teológica de Jesús de Nazaret (1991)
- Christ the Liberator (2001)
- La fe en Jesucristo. Ensayo desde las víctimas (1999)
- Donde está Dios? Terremoto, terrorismo, barbarie y esperanza (2002)
- The Principle of Mercy: Taking the Crucified People from the Cross (1994)

Był również współredaktorem fundamentalnego opracowania Mysterium Liberationis. Conceptos fundamentales de la teología de la liberación (1994).